# رادميلو إيفانسفيتش
رادميلو إيفانسفيتش (بالصربية:Радмило Иванчевић، ولد 4 سبتمبر 1950)، مدرب كرة قدم صربي، درب نادي الكويت منذ صيف 2008 و حتى نوفمبر 2008 حيث تمت إقالته.

## روابط خارجية
- رادميلو إيفانسفيتش على موقع قاعدة بيانات كرة القدم.إي يو (الإنجليزية)
- رادميلو إيفانسفيتش على موقع Soccerway.com (الإنجليزية)
- رادميلو إيفانسفيتش على موقع عالم كرة القدم.نت (الإنجليزية)